# L'Open 35 de Saint-Malo 2021
L'Open 35 de Saint-Malo 2021 è stato un torneo femminile di tennis giocato sulla terra rossa. È stata la 26ª edizione del torneo che fa parte della categoria WTA 125 nell'ambito del WTA Challenger Tour 2021. Si è giocato al Tennis Club J.A Saint-Malo di Saint-Malo in Francia dal 3 al 9 maggio 2021.

## Partecipanti al singolare

### Teste di serie
| Nazionalità | Giocatrice          | Ranking* | Testa di serie |
| ----------- | ------------------- | -------- | -------------- |
| Francia     | Alizé Cornet        | 60       | 1              |
| Svezia      | Rebecca Peterson    | 61       | 2              |
| Belgio      | Alison Van Uytvanck | 68       | 3              |
| Slovenia    | Tamara Zidanšek     | 80       | 4              |
| Svizzera    | Viktorija Golubic   | 84       | 5              |
| Paesi Bassi | Arantxa Rus         | 85       | 6              |
| Serbia      | Nina Stojanović     | 88       | 7              |
| Stati Uniti | Christina McHale    | 90       | 8              |

* Ranking al 26 aprile 2021.

### Altre partecipanti
Le seguenti giocatrici hanno ricevuto una wild card per il tabellone principale:
- Clara Burel
- Elsa Jacquemot
- Diane Parry
- Harmony Tan

Le seguenti giocatrici sono passate dalle qualificazioni:
- Tessah Andrianjafitrimo
- Luisa Stefani
- Clara Tauson
- Viktorija Tomova

Le seguenti giocatrici sono entrate in tabellone come lucky loser:
- Amandine Hesse

### Ritiri
Prima del torneo
- Paula Badosa → sostituita da  Greet Minnen
- Irina-Camelia Begu → sostituita da  Aliona Bolsova
- Anna Blinkova → sostituita da  Varvara Gračëva
- Lauren Davis → sostituita da  Martina Trevisan
- Zarina Dijas → sostituita da  Anna Kalinskaja
- Misaki Doi → sostituita da  Anna Karolína Schmiedlová
- Caroline Garcia → sostituita da  Aljaksandra Sasnovič
- Camila Giorgi → sostituita da  Kateryna Kozlova
- Polona Hercog → sostituita da  Océane Dodin
- Nao Hibino → sostituita da  Amandine Hesse
- Kaia Kanepi → sostituita da  Tereza Martincová
- Danka Kovinić → sostituita da  Jasmine Paolini
- Laura Siegemund → sostituita da  Wang Xiyu

## Partecipanti al doppio

### Teste di serie
| Nazione     | Giocatrice        | Nazione     | Giocatrice         | Rank1 | Seed |
| ----------- | ----------------- | ----------- | ------------------ | ----- | ---- |
| Stati Uniti | Hayley Carter     | Brasile     | Luisa Stefani      | 122   | 1    |
| Stati Uniti | Kaitlyn Christian | Stati Uniti | Sabrina Santamaria | 122   | 2    |
| Russia      | Anna Kalinskaja   | Russia      | Jana Sizikova      | 171   | 3    |
| Bielorussia | Lidzija Marozava  | Romania     | Andreea Mitu       | 181   | 4    |

* Ranking al 26 aprile 2021.

## Punti
| Torneo    | V   | F  | SF | QF | 2T | 1T | Q | Q2 | Q1 |
| Singolare | 160 | 95 | 57 | 29 | 15 | 1  | 6 | 4  | 1  |

## Campionesse

### Singolare
Viktorija Golubic ha sconfitto in finale  Jasmine Paolini con il punteggio di 6–1, 6–3.

### Doppio
Kaitlyn Christian /  Sabrina Santamaria hanno sconfitto in finale  Hayley Carter /  Luisa Stefani con il punteggio di 7–6(4), 4–6, [10–5].